# Saldanha (Mogadouro)
Saldanha ist eine Gemeinde (Freguesia) im portugiesischen Kreis Mogadouro. In ihr leben 133 Einwohner (Stand 19. April 2021).